# Eleanor Smeal
Eleanor Smeal (nascida Eleanor Marie Cutri; 30 de julho de 1939) é uma das principais líderes do movimento feminista estadunidense da atualidade. Smeal é a presidente e cofundadora da organização Feminist Majority Foundation (fundada em 1987) e tem servido como presidente da Organização Nacional para as Mulheres, por três mandatos, além de trabalhar como ativista, lobista, e analista político.
Smeal tem aparecido com frequência na televisão, incluindo Good Morning America, Larry King Live, Nightline, e The Today Show. 

## Início da vida e educação
Ela é descendente de italianos, nascida em 30 de julho de 1939, filha de Peter Anthony Cutri and Josephine E. (Agresti), em Ashtabula, Ohio. Seu pai emigrou para os Estados Unidos da Calábria, Itália, e se tornou um corretor de seguros. Depois de estudar na  Strong Vincent High School, Smeal frequentou a Universidade de Duke. À época, em Duke havia apenas 25% de mulheres dentre os alunos matriculados.

## Vida pessoal
Enquanto frequentava a Universidade Duke, ela conheceu Charles Smeal, um estudante de engenharia, com quem ela se casou em 27 de abril de 1963. Eleanor e Charles Smeal tiveram dois filhos juntos.
O interesse de Smeal pelo feminismo e a sua consciência das questões feministas tornaram-se cada vez mais fortes durante o final da década de 1960. Já confrontada com a falta de creches para crianças, Smeal tomo consciência da inexistência nos Estados Unidos de seguros de incapacidade para esposas e mães. Em seguida, em 1968, Smeal começou um mandato com a duração de quatro anos na diretoria local da Liga das Mulheres Eleitoras e, em seguida, dois anos mais tarde, juntou-se à Organização Nacional de Mulheres (NOW).

## Ativismo político
Smeal juntou-se à Organização Nacional de Mulheres (NOW), em 1970, e serviu como presidente em duas ocasiões, de 1977 a 1982 e de 1985 a 1987. Nesse período, em 1986, ela encabeçou a primeira marcha nacional pró-escolha, que atraiu mais de 100 000 ativistas em Washington, DC.
Depois de sair da NOW em 1987, Smeal viu a necessidade de uma nova organização feminista que combinasse pesquisa, difusão educacional e ação política. Ela participou da fundação do Feminist Majority Foundation, em 1987.
Várias medidas legislativas tiveram a marca de Smeal, como a legislação que garante o acesso gratuito a clínicas, que o presidente Bill Clinton ratificou em 1994, e outras medidas de direitos civis, sobre aborto e violência contra as mulheres.

## Reconhecimento
Em 1979, a revista Time a escolheu como uma das 50 personalidades do futuro dos Estados Unidos (6 de agosto de 1979).
Em 1983, o Almanaque Mundial escolheu Smeal como uma das mulheres mais influentes nos Estados Unidos.
Em 2015 Smeal foi introduzida no National Women's Hall of Fame.

## Publicações
Em 1980 cunhou o termo "gender gap" ou "descompasso de gênero", em referência a uma diferença na forma como homens e mulheres votam para partidos políticos; o termo é comumente usado com esse significado. Seu livro de 1984 How and Why Women Will Elect the Next President identificou com êxito a disparidade de gênero na política.
Smeal escreveu o ensaio "The Art of Building Feminist Institutions to Last" para uma antologia de 2003, Sisterhood Is Forever: The Women's Anthology for a New Millennium, editada por Robin Morgan.